# Genta Omotehara
Genta Omotehara (表原 玄太 Omotehara Genta?), född 28 februari 1996 i Tokushima prefektur, är en japansk fotbollsspelare.
Omotehara började sin karriär 2014 i Ehime FC. Han spelade 46 ligamatcher för klubben. 201 flyttade han till Shonan Bellmare. Med Shonan Bellmare vann han japanska ligacupen 2018. 2018 flyttade han till Tokushima Vortis.